# Авантуре Шерлока Холмса (ТВ серија)
Авантуре Шерлока Холмса (енгл. The Adventures of Sherlock Holmes) је назив телевизијске серије о Шерлоку Холмсу која се приказивала од 1984. до 1994. у продукцији британске телевизијске компаније Granada Television. Славног детектива је глумио Џереми Брет. Улогу Холмсовог верног пријатеља др Вотсона је у првих тринаест епизода играо Дејвид Берк, који је серију напустио да би се посветио позоришту, а заменио га је Едвард Хардвик, који је Вотсона глумио до последње епизоде.
Од 60 прича о Шерлоку Холмсу које је написао Артур Конан Дојл, 42 су адаптиране у серији, обухватајући 36 једносатних епизода и пет дугометражних специјала. Бретова улога је остала веома популарна и многи је прихватају као коначну верзију Шерлока Холмса. Вотсон је приказан као компетентан сарадник, као у причама Конана Дојла. Серија се у Србији приказивала на телевизијама Трећи канал, Пинк и Б92.

## Премиса
У касној викторијанској ери, Шерлок Холмс је једини светски детектив консултант. Његова пракса је углавном са приватним клијентима, али је такође познато да помаже полицији, често у лику инспектора Лестрејда, када се њихови случајеви преклапају. Његови клијенти се крећу од грађана скромног имовинског стања до чланова краљевске породице. Његова способност уочавања трагова које други лако превиде, доводи одређена специјалистичка знања — на пример, хемију, ботанику, анатомију — и дедуктивно резоновање на проблеме омогућавају му да реши најсложеније случајеве. У раду му помаже војни ветеран др Џон Вотсон, са којим дели стан у Улици Бејкер 221б. Он жуди за менталном стимулацијом, а познато је да пада у депресију при недостатку сложенијих случајева којима би се бавио.

## Улоге

### Главне
- Џереми Брет као Шерлок Холмс (1984–1994)
- Дејвид Берк као доктор Вотсон (1984–1985)
  - Едвард Хардвик као доктор Вотсон (1986–1994)
- Розали Вилијамс као госпођа Хадсон (1984–1994)

### Споредне
- Колин Џивонс као инспектор Лестрејд (1985–1992)
- Ерик Портер као професор Моријарти (1985–1986)
- Чарлс Греј као Мајкрофт Холмс (1985−1994)
- Брајан Милер као инспектор Бредстрит (1984)
  - Денис Лил као инспектор Бредстрит (1986−1994)
- Џон Лабановски као инспектор Ателни Џоунс (1985)
  - Емрис Џејмс као инспектор Ателни Џоунс (1987)
- Пол Вилијамсон као инспектор Стенли Хопкинс (1986)
  - Најџел Планер као инспектор Стенли Хопкинс (1994)
- Том Чедбон као инспектор Хокинс (1994)

## Епизоде
| Сезона | Сезона                  | Епизоде | Емитовање         | Емитовање           |
| Сезона | Сезона                  | Епизоде | Премијера сезоне  | Финале сезоне       |
| ------ | ----------------------- | ------- | ----------------- | ------------------- |
|        | Авантуре Шерлока Холмса | 13      | 24. април 1984.   | 29. септембар 1985. |
|        | Повратак Шерлока Холмса | 13      | 9. јул 1986.      | 31. август 1988.    |
|        | Архива Шерлока Холмса   | 9       | 21. фебруар 1991. | 3. фебруар 1993.    |
|        | Мемоари Шерлока Холмса  | 6       | 7. март 1994.     | 11. април 1994.     |

## Продукција
Серију је првобитно продуцирао Мајкл Кокс, а касније епизоде продуцирала је Џун Виндам Дејвис. За телевизију ју је развио сценариста Џон Хоксворт, који је такође написао многе епизоде (све засноване на појединачним Дојловим причама). Други сценаристи који су прилагодили Дојлове приче за серију били су Александар Барон, Џереми Пол, Т. Р. Боуен и Алан Платер.
Студио је у фебруару 1982. понудио Брету улогу Холмса. Идеја је била да се направи потпуно аутентична и верна адаптација најбољих случајева овог лика. Брет је прихватио улогу и био је веома изричит на неслагањима између сценарија које је добијао и Дојлових оригиналних прича.
За потребе серије, изграђена је реплика Улице Бејкер на отвореном у студију Granada у Манчестеру, која је касније формирала централни део туристичке атракције овог студија, али је затворена 1999. године.
Снимање серије је прекинуто после Бретове смрти од срчаног удара 1995. године. Он је био у лошем здравственом стању током снимања каснијих сезона због нежељених реакција на лек који му је преписан за депресију.

### Остале продукције
Током 1988−1989, Брет и Хардвик су глумили у представи на Вест Енду, Тајна Шерлока Холмса, коју је написао сценариста серије Џереми Пол.
У мају 1992. Брет и Хардвик су се појавили у мини-епизоди (у дужини од око десет минута) у оквиру Мистерије четири храста, приказане као део добротворног телетона телевизије ITV. Ова епизода је била прва у четвороделном низу прича у којима су звезде четири ITV детективске серије тог времена одвојено радиле на решавању исте мистерије. Друге серије које су укључене у специјал биле су Ван дер Валк, Тагарт и Инспектор Вексфорд.

## Пријем
Сматра се да серија представља најверније екранизације многих прича о Шерлоку Холмсу, иако су биле узете одређене слободе са неким заплетима и ликовима, посебно током каснијих епизода из 1990-их (на пример „Мазаренов драгуљ”, снимљен 1994, комбиновао је елементе заплета две различите приче Конана Дојла).
Велика разлика у односу на оригиналне приче је чињеница да је Холмс напустио своју навику узимања кокаина у епизоди „Ђавоље стопало”, која је унета уз одобрење ћерке Конана Дојла, након што је откривено да је серија привукла велику дечију публику. Без обзира на то, серија је веома хваљена због Бретове глуме, придржавања Дојловог оригиналног концепта у карактеризацији Вотсона, сценографије и пажње посвећене детаљима викторијанског доба.